# Liste des mammifères au Svalbard
Pour des articles plus généraux, voir Liste des mammifères en Norvège et Faune au Svalbard.

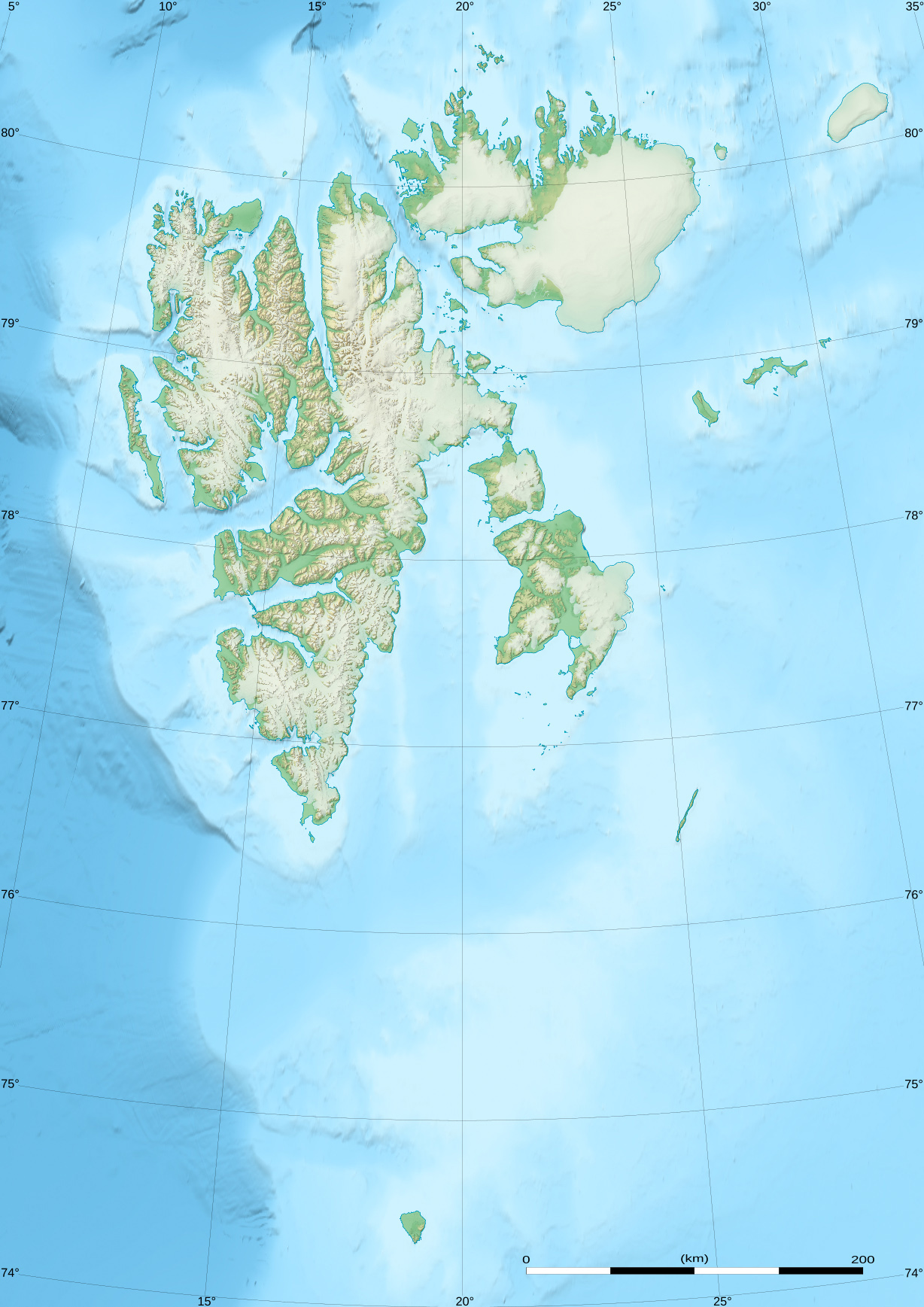
Carte topographique du Svalbard.

Localisation du Svalbard en Europe.

Cette liste commentée recense la mammalofaune au Svalbard. Elle répertorie les espèces de mammifères svalbardais actuels et celles qui ont été récemment classifiées comme éteintes (à partir de l'Holocène, depuis donc 11 700 ans av. J.‑C.). Cette liste comporte 32 espèces réparties en cinq ordres et quinze familles, dont quatre sont « en danger », trois sont « vulnérables », deux sont « quasi menacées » et trois ont des « données insuffisantes » pour être classées (selon les critères de la liste rouge de l'UICN au niveau mondial).
Elle contient au moins deux espèces introduites sur ce territoire, qui sont plus ou moins bien acclimatées. Il peut contenir aussi dans cette liste des animaux non reconnus par la liste rouge de l'UICN (aucun mammifère ici) et ils sont classés en « non évalué » : cela étant dû notamment au manque de données et à des espèces domestiques, disparues ou éteintes avant le XVIe siècle. Il n'existe pas au Svalbard d'espèces de mammifères endémiques. Comme sous-espèce endémique, il y a par exemple le Renne de Svalbard (Rangifer tarandus platyrhynchus).

## Statuts de la liste rouge de l'UICN
Les statuts de conservation utilisés par la liste rouge de l'UICN mondiale sont :
| (EX) | Éteint                  | Il n'y a pas le moindre doute sur le fait que le dernier spécimen recensé est mort.                                                                   |
| (EW) | Éteint à l'état sauvage | L'espèce est connue uniquement en captivité ou en tant que population naturalisée bien en dehors de son ancienne aire de répartition.                 |
| (CR) | En danger critique      | L'espèce risque prochainement de s'éteindre à l'état sauvage.                                                                                         |
| (EN) | En danger               | L'espèce fait face à un très gros risque d'extinction à l'état sauvage.                                                                               |
| (VU) | Vulnérable              | L'espèce fait face à un gros risque d'extinction à l'état sauvage.                                                                                    |
| (NT) | Quasi menacé            | L'espèce ne satisfait pas un ou plusieurs des critères prévus qui permettraient de la catégoriser, mais pourrait risquer de s'éteindre dans le futur. |
| (LC) | Préoccupation mineure   | Il n'y a pas de risque identifiable pour l'espèce. |
| (DD) | Données insuffisantes   | Il n'y a pas d'information adéquate qui permettraient de faire une évaluation des risques pour cette espèce.                                          |
| (NE) | Non évalué              | L'espèce n'a pas encore été confrontée aux critères précédents, n'est pas reconnue par l'UICN ou bien s'est éteinte avant le XVIe siècle.             |

## Ordre:Primates

### Famille:Hominidés
| Nom binominal, nom vulgaire et citation d'auteurs | Nom vulgaire norvégien (langue officielle du Svalbard) | Origine et statut au Svalbard | Aire de répartition                    | Statut UICN mondial | Image         |
| ------------------------------------------------- | ------------------------------------------------------ | ----------------------------- | -------------------------------------- | ------------------- | ------------- |
| Homo sapiens (Homme moderne) Linnaeus, 1758       | Menneske                                               | Allochtone,                   | Aire de répartition de l'Homme moderne | [ 3 ]               | Homme moderne |

## Ordre:Rodentiens

### Famille:Cricétidés
| Nom binominal, nom vulgaire et citation d'auteurs | Nom vulgaire norvégien (langue officielle du Svalbard) | Origine et statut au Svalbard | Aire de répartition    | Statut UICN mondial | Image               |
| ------------------------------------------------- | ------------------------------------------------------ | ----------------------------- | ---------------------- | ------------------- | ------------------- |
| Microtus levis (Campagnol d'Ondrias) Miller, 1908 | Østmarkmus                                             | Allochtone (Introduit),       | Illustration manquante | [ 4 ]               | Campagnol d'Ondrias |

### Famille:Muridés
| Nom binominal, nom vulgaire et citation d'auteurs | Nom vulgaire norvégien (langue officielle du Svalbard) | Origine et statut au Svalbard | Aire de répartition                    | Statut UICN mondial | Image        |
| ------------------------------------------------- | ------------------------------------------------------ | ----------------------------- | -------------------------------------- | ------------------- | ------------ |
| Mus musculus (Souris grise) Linnaeus, 1758        | Husmus                                                 | Allochtone (Introduit)        | Aire de répartition de la Souris grise | [ 6 ]               | Souris grise |

## Ordre:Cétacés

### Famille:Balænidés
| Nom binominal, nom vulgaire et citation d'auteurs                         | Nom vulgaire norvégien (langue officielle du Svalbard) | Origine et statut au Svalbard | Aire de répartition                                            | Statut UICN mondial | Image                                |
| ------------------------------------------------------------------------- | ------------------------------------------------------ | ----------------------------- | -------------------------------------------------------------- | ------------------- | ------------------------------------ |
| Balaena mysticetus (Baleine du Groenland) Linnaeus, 1758                  | Grønlandshval                                          | Autochtone,                   | Aire de répartition de la Baleine du Groenland                 | [ 8 ]               | Baleine du Groenland                 |
| Eubalaena glacialis (Baleine franche de l'Atlantique Nord) (Müller, 1776) | Nordkaper                                              | Autochtone                    | Aire de répartition de la Baleine franche de l'Atlantique Nord | [ 10 ]              | Baleine franche de l'Atlantique Nord |

### Famille:Balænoptéridés
| Nom binominal, nom vulgaire et citation d'auteurs            | Nom vulgaire norvégien (langue officielle du Svalbard) | Origine et statut au Svalbard | Aire de répartition                        | Statut UICN mondial | Image            |
| ------------------------------------------------------------ | ------------------------------------------------------ | ----------------------------- | ------------------------------------------ | ------------------- | ---------------- |
| Balaenoptera acutorostrata (Baleine de Minke) Lacépède, 1804 | Vågehval                                               | Autochtone                    | Aire de répartition de la Baleine de Minke | [ 11 ]              | Baleine de Minke |
| Balaenoptera borealis (Rorqual boréal) Lesson, 1828          | Seihval                                                | Autochtone                    | Aire de répartition du Rorqual boréal      | [ 13 ]              | Rorqual boréal   |
| Balaenoptera musculus (Rorqual bleu) (Linnaeus, 1758)        | Blåhval                                                | Autochtone                    | Aire de répartition du Rorqual bleu        | [ 15 ]              | Rorqual bleu     |
| Balaenoptera physalus (Rorqual commun) (Linnaeus, 1758)      | Finnhval                                               | Autochtone                    | Aire de répartition du Rorqual commun      | [ 16 ]              | Rorqual commun   |
| Megaptera novaeangliae (Baleine à bosse) (Borowski, 1781)    | Knølhval                                               | Autochtone                    | Aire de répartition de la Baleine à bosse  | [ 18 ]              | Baleine à bosse  |

### Famille:Delphinidés
| Nom binominal, nom vulgaire et citation d'auteurs                      | Nom vulgaire norvégien (langue officielle du Svalbard) | Origine et statut au Svalbard | Aire de répartition                                  | Statut UICN mondial | Image                         |
| ---------------------------------------------------------------------- | ------------------------------------------------------ | ----------------------------- | ---------------------------------------------------- | ------------------- | ----------------------------- |
| Tursiops truncatus (Grand Dauphin commun) (Montagu, 1821)              | Tumler                                                 | Autochtone                    | Aire de répartition du Grand Dauphin commun          | [ 19 ]              | Grand Dauphin commun          |
| Globicephala melas (Globicéphale noir) (Traill, 1809)                  | Langfinnet grindhval                                   | Autochtone                    | Aire de répartition du Globicéphale noir             | [ 21 ]              | Globicéphale noir             |
| Grampus griseus (Dauphin de Risso) (G. Cuvier, 1812)                   | Arrdelfin                                              | Autochtone                    | Aire de répartition du Dauphin de Risso              | [ 22 ]              | Dauphin de Risso              |
| Orcinus orca (Orque) (Linnaeus, 1758)                                  | Spekkhogger                                            | Autochtone                    | Aire de répartition de l'Orque                       | [ 23 ]              | Orque                         |
| Lagenorhynchus acutus (Lagénorhynque à flancs blancs) (Gray, 1828)     | Kvitskjeving                                           | Autochtone                    | Aire de répartition du Lagénorhynque à flancs blancs | [ 25 ]              | Lagénorhynque à flancs blancs |
| Lagenorhynchus albirostris (Lagénorhynque à rostre blanc) (Gray, 1846) | Kvitnos                                                | Autochtone                    | Aire de répartition du Lagénorhynque à rostre blanc  | [ 26 ]              | Lagénorhynque à rostre blanc  |

### Famille:Monodontidés
| Nom binominal, nom vulgaire et citation d'auteurs | Nom vulgaire norvégien (langue officielle du Svalbard) | Origine et statut au Svalbard | Aire de répartition            | Statut UICN mondial | Image   |
| ------------------------------------------------- | ------------------------------------------------------ | ----------------------------- | ------------------------------ | ------------------- | ------- |
| Delphinapterus leucas (Bélouga) (Pallas, 1776)    | Hvithval                                               | Autochtone                    | Aire de répartition du Bélouga | [ 27 ]              | Bélouga |
| Monodon monoceros (Narval) Linnaeus, 1758         | Narhval                                                | Autochtone                    | Aire de répartition du Narval  | [ 28 ]              | Narval  |

### Famille:Phocœnidés
| Nom binominal, nom vulgaire et citation d'auteurs    | Nom vulgaire norvégien (langue officielle du Svalbard) | Origine et statut au Svalbard | Aire de répartition                    | Statut UICN mondial | Image           |
| ---------------------------------------------------- | ------------------------------------------------------ | ----------------------------- | -------------------------------------- | ------------------- | --------------- |
| Phocoena phocoena (Marsouin commun) (Linnaeus, 1758) | Vanlig nise                                            | Erratique,                    | Aire de répartition du Marsouin commun | [ 30 ]              | Marsouin commun |

### Famille:Physétéridés
| Nom binominal, nom vulgaire et citation d'auteurs      | Nom vulgaire norvégien (langue officielle du Svalbard) | Origine et statut au Svalbard | Aire de répartition                   | Statut UICN mondial | Image          |
| ------------------------------------------------------ | ------------------------------------------------------ | ----------------------------- | ------------------------------------- | ------------------- | -------------- |
| Physeter macrocephalus (Grand Cachalot) Linnaeus, 1758 | Spermhval                                              | Autochtone                    | Aire de répartition du Grand Cachalot | [ 31 ]              | Grand Cachalot |

### Famille:Ziphiidés
| Nom binominal, nom vulgaire et citation d'auteurs        | Nom vulgaire norvégien (langue officielle du Svalbard) | Origine et statut au Svalbard | Aire de répartition                     | Statut UICN mondial | Image            |
| -------------------------------------------------------- | ------------------------------------------------------ | ----------------------------- | --------------------------------------- | ------------------- | ---------------- |
| Hyperoodon ampullatus (Hypérodon boréal) (Forster, 1770) | Nordlig nebbhval                                       | Autochtone                    | Aire de répartition du Hypérodon boréal | [ 32 ]              | Hypérodon boréal |

## Ordre:Artiodactyles

### Famille:Cervidés
| Nom binominal, nom vulgaire et citation d'auteurs | Nom vulgaire norvégien (langue officielle du Svalbard) | Origine et statut au Svalbard | Aire de répartition          | Statut UICN mondial | Image |
| ------------------------------------------------- | ------------------------------------------------------ | ----------------------------- | ---------------------------- | ------------------- | ----- |
| Rangifer tarandus (Renne) (Linnaeus, 1758)        | Rein                                                   | Autochtone                    | Aire de répartition du Renne | [ 34 ]              | Renne |

## Ordre:Carnivores

### Famille:Canidés
| Nom binominal, nom vulgaire et citation d'auteurs | Nom vulgaire norvégien (langue officielle du Svalbard) | Origine et statut au Svalbard | Aire de répartition                   | Statut UICN mondial | Image          |
| ------------------------------------------------- | ------------------------------------------------------ | ----------------------------- | ------------------------------------- | ------------------- | -------------- |
| Vulpes lagopus (Renard polaire) Linnaeus, 1758    | Fjellrev                                               | Autochtone                    | Aire de répartition du Renard polaire | [ 35 ]              | Renard polaire |
| Vulpes vulpes (Renard roux) (Linnaeus, 1758)      | Rødrev                                                 | Peut-être autochtone,         | Aire de répartition du Renard roux    | [ 36 ]              | Renard roux    |

### Famille:Ursidés
| Nom binominal, nom vulgaire et citation d'auteurs | Nom vulgaire norvégien (langue officielle du Svalbard) | Origine et statut au Svalbard | Aire de répartition                 | Statut UICN mondial | Image      |
| ------------------------------------------------- | ------------------------------------------------------ | ----------------------------- | ----------------------------------- | ------------------- | ---------- |
| Ursus maritimus (Ours blanc) Phipps, 1774         | Isbjørn                                                | Autochtone                    | Aire de répartition de l'Ours blanc | [ 37 ]              | Ours blanc |

### Famille:Odobénidés
| Nom binominal, nom vulgaire et citation d'auteurs | Nom vulgaire norvégien (langue officielle du Svalbard) | Origine et statut au Svalbard | Aire de répartition          | Statut UICN mondial | Image |
| ------------------------------------------------- | ------------------------------------------------------ | ----------------------------- | ---------------------------- | ------------------- | ----- |
| Odobenus rosmarus (Morse) (Linnaeus, 1758)        | Hvalross                                               | Autochtone                    | Aire de répartition du Morse | [ 38 ]              | Morse |

### Famille:Phocidés
| Nom binominal, nom vulgaire et citation d'auteurs               | Nom vulgaire norvégien (langue officielle du Svalbard) | Origine et statut au Svalbard | Aire de répartition                        | Statut UICN mondial | Image               |
| --------------------------------------------------------------- | ------------------------------------------------------ | ----------------------------- | ------------------------------------------ | ------------------- | ------------------- |
| Erignathus barbatus (Phoque barbu) (Erxleben, 1777)             | Storkobbe                                              | Autochtone                    | Aire de répartition du Phoque barbu        | [ 39 ]              | Phoque barbu        |
| Cystophora cristata (Phoque à capuchon) (Erxleben, 1777)        | Klappmyss                                              | Autochtone                    | Aire de répartition du Phoque à capuchon   | [ 41 ]              | Phoque à capuchon   |
| Halichoerus grypus (Phoque gris) (Fabricius, 1791)              | Havert                                                 | Erratique                     | Aire de répartition du Phoque gris         | [ 43 ]              | Phoque gris         |
| Pagophilus groenlandicus (Phoque du Groenland) (Erxleben, 1777) | Grønlandssel                                           | Autochtone                    | Aire de répartition du Phoque du Groenland | [ 44 ]              | Phoque du Groenland |
| Phoca vitulina (Phoque veau marin) Linnaeus, 1758               | Steinkobbe                                             | Autochtone                    | Aire de répartition du Phoque veau marin   | [ 45 ]              | Phoque veau marin   |
| Pusa hispida (Phoque annelé) (Schreber, 1775)                   | Ringsel                                                | Autochtone                    | Aire de répartition du Phoque annelé       | [ 46 ]              | Phoque annelé       |